# Нинель (посёлок)
Нинель (бел. Нінэль) — посёлок в Светиловичском сельсовете Ветковского района Гомельской области Белоруссии.

## География
В 39 км на север от Ветки, 60 км от Гомеля.
На юге мелиоративный канал, соединенный с рекой Беседь (приток реки Сож).

## Транспортная сеть
Транспортные связи по просёлочной, затем автомобильной дороге Залесье — Светиловичи. Планировка состоит из короткой прямолинейной улицы, ориентированной с юго-запада на северо-восток и застроенной деревянными домами усадебного типа.

## История
Основан в начале XX века переселенцами из соседних деревень. В 1926 году в Глуховском сельсовете Светиловичского района Гомельского округа. В 1929 году жители вступили в колхоз. Во время Великой Отечественной войны 10 жителей погибли на фронте. В 1959 году в составе совхоза «Светиловичи» (центр — деревня Светиловичи).

## Население
- 1926 год — 27 дворов 146 жителей.
- 1940 год — 37 дворов 150 жителей.
- 1959 год — 129 жителей (согласно переписи).
- 2004 год — 10 хозяйств, 13 жителей.
- 2009 год — 1 хозяйство, 3 жителя.